# 朱奎昌
朱 奎昌（チュ・ギュチャン、주 규창、1928年11月25日 - 2018年9月3日）は、朝鮮民主主義人民共和国（北朝鮮）の政治家。元朝鮮労働党中央委員会政治局員候補、元同党中央軍事委員会委員、元同党機械工業部長、元国防委員会委員。朝鮮人民軍における軍事称号（階級）は上将。

## 略歴
朝鮮労働党軍需工業部第1副部長を務めてきた朱奎昌は、2009年4月9日の最高人民会議第12期第1回会議にて、国防委員会委員に選出された。2010年9月の第3回党代表者大会で朝鮮労働党機械工業部部長に就任し、北朝鮮の兵器開発責任者となった。2012年2月に上将の軍事称号を得る。
弾道ミサイル開発の責任者であったことから、2012年4月のミサイル発射実験の際には、北朝鮮の軍需に関わる総責任者であった朴道春（パク・ドチュン）党軍需工業担当書記、弾道ミサイル生産の責任者であった白世鳳（ベク・セボン）党軍需工業部第二経済委員会委員長と共に、一部のメディアから「北ミサイル3人組」などと呼ばれた。2009年4月5日のミサイル発射実験にも深く関与したとされている。
2014年4月9日の第13期最高人民会議第1回会議で国防委員会委員に選出されず同職を退任した。
2016年5月に開催された朝鮮労働党第7次大会で党中央委員会政治局、同党中央委員会の部長職、同党中央軍事委員会のいずれの名簿にも掲載されず、政治局員候補、機械工業部長、中央軍事委員会委員からの退任が確認された。
2018年9月3日、汎血球減少症のため死去。